# Moka (ort)
Moka är en ort i Mauritius.   Den ligger i distriktet Moka, i den västra delen av landet, 6 km söder om huvudstaden Port Louis. Moka ligger 322 meter över havet och antalet invånare är 8 842. Den ligger på ön Mauritius.
Terrängen runt Moka är varierad. Runt Moka är det ganska tätbefolkat, med 230 invånare per kvadratkilometer. Närmaste större samhälle är Beau Bassin, 3,9 km väster om Moka. Omgivningarna runt Moka är en mosaik av jordbruksmark och naturlig växtlighet.